# Софи Моргенстерн
Софи Моргенстерн (на френски: Sophie Morgenstern) е полски психиатър и психоаналитик, пионер в детската анализа.

## Биография
Родена е на 1 април 1875 година в Гродно, Полша. Тя е от полски еврейски произход и е първата, която практикува детска анализа във Франция. Анализирана е от Евгения Соколничка, първата жена психоаналитик във Франция, лично анализирана от Зигмунд Фройд. Тя обучава на свой ред Серж Лебовичи и Франсоаз Долто.
Моргенстерн има една дъщеря, Лора, която умира при операция.
Самоубива се на 16 юни 1940 година в деня преди идването на нацистите в Париж.